# Адріана Пас
Адріана Пас (ісп. Adriana Paz; нар. 13 січня 1980, Мехіко) — мексиканська акторка театру, кіно та телебачення. Володарка призу за найкращу жіночу роль Каннського кінофестивалю (2024, фільм «Емілія Перес»).

## Біографія
Народилася в Мехіко 1980 року. Вступила на факультет мови та філософії в Національному автономному університеті Мексики Після закінчення університету навчалася театральній майстерності в Іспанії.

## Вибрана фільмографія
| Рік       |   | Українська назва                  | Оригінальна назва    | Роль                         |
| --------- | - | --------------------------------- | -------------------- | ---------------------------- |
| 2008      | ф | Рудо і Курсі                      | Rudo y Corsi         | Тонья                        |
| 2009      | ф | Зникнення                         | Not Forgotten        | вагітна служниця             |
| 2010      | ф | Мертве море                       | El mar muerto        | Хулія                        |
| 2010      | с | Кападокія                         | Capadocia            | Рамона                       |
| 2012      | ф | Світ для Рауля (короткометражний) | Un mundo para Raúl   | мати Рауля                   |
| 2014      | ф | Вічний смуток                     | La Tirisia           | Чеба                         |
| 2014      | ф | Ільда                             | Hilda                | Ільда                        |
| 2015      | ф | 007: Спектр                       | Spectre              | мексиканка в ліфті           |
| 2015      | с | Роза Гваделупе                    | La rosa de Guadalupe | різні персонажки (3 епізоди) |
| 2016      | ф | Благодійність                     | La caridad           | Єва                          |
| 2017      | ф | Автор                             | El autor             | Ірене                        |
| 2018—2019 | с | Візаві                            | Vis a vis            | Альтаграсія Герреро          |
| 2020      | с | Зникла                            | Perdida              | Анхеліта Морено Герреро      |
| 2021      | с | Койот                             | Coyote               | Сільвія Пенья                |
| 2024      | ф | Емілія Перес                      | Emilia Pérez         | Епіфанія                     |

## Нагороди та номінації
Арієль
- 2009 — Номінація на найкращу акторку другого плану (Рудо і Курсі).
- 2015 — Найкраща акторка (Великий смуток).
- 2016 — Найкраща акторка другого плану (Ільда).
- 2017 — Найкраща акторка другого плану (Благодійність).

Гойя
- 2018 — Номінація на найкращий жіночій акторський дебют (Автор).

Каннський кінофестиваль
- 2024 — Найкраща акторка (Емілія Перес)